# کشاورزی هوشمند به تغییر اقلیم

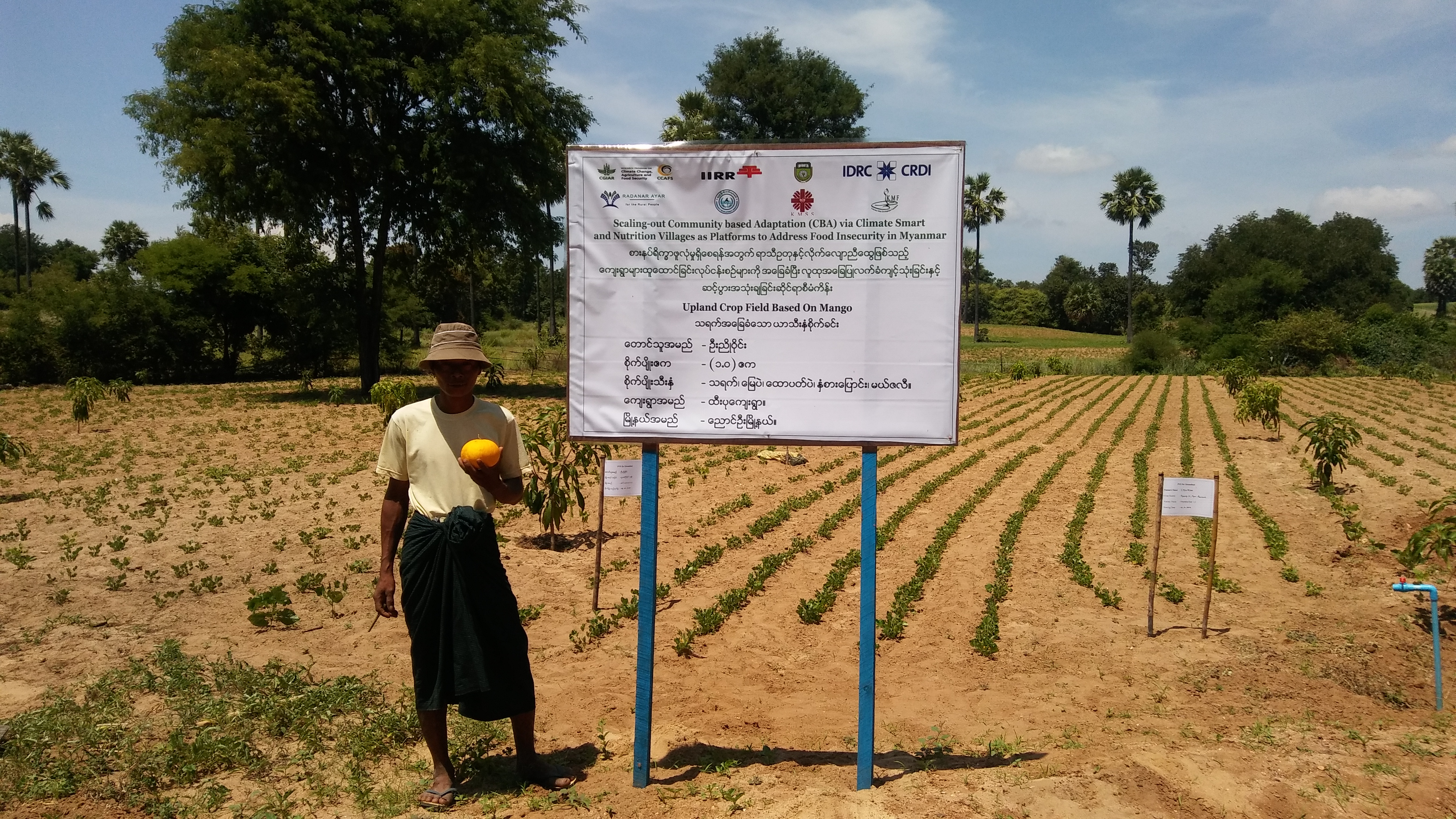
یک کشاورز محلی در میانمار در مقابل مزرعه انبه‌ای که بخشی از یک دهکده هوشمند اقلیمی است، ژست گرفته است.

کشاورزی هوشمند با توجه به اقلیم (CSA) (یا کشاورزی مقاوم در برابر تغییرات اقلیمی) مجموعه‌ای از روش‌های کشاورزی است که سه هدف اصلی در ارتباط با تغییرات اقلیمی دارد. نخست، این روش‌ها با به‌کارگیری شیوه‌های سازگاری با تغییر اقلیم، به مقابله با تأثیرات تغییر اقلیم بر کشاورزی می‌پردازند و در عین حال تاب‌آوری اقلیمی در سیستم‌های کشاورزی را در برابر تغییرات اقلیمی افزایش می‌دهند. دوم، هدف آن‌ها افزایش بهره‌وری کشاورزی و تضمین امنیت غذایی برای جمعیت رو به رشد جهان است. سوم، تلاش می‌شود تا حد امکان نشر گازهای گلخانه‌ای در کشاورزی کاهش یابد؛ به‌عنوان مثال از طریق بهره‌گیری از روش‌های کشاورزی کربنی. کشاورزی هوشمند اقلیمی به‌عنوان رویکردی جامع در مدیریت زمین عمل می‌کند و به کشاورزان کمک می‌کند تا روش‌های کشاورزی خود (برای پرورش دام و محصولات کشاورزی) را با اثرات تغییرات اقلیمی تطبیق دهند.
مؤثرترین راهکار برای توسعه و گسترش کشاورزی هوشمند اقلیمی (CSA) مشارکت فعال سازمان‌های ذیربط و دولت است. این مشارکت موجب می‌شود وظایف و مسئولیت‌های دولت و نهادهای پشتیبان در تسهیل پیشرفت و ارتقای روش‌های کشاورزی هوشمند اقلیمی به‌روشنی مشخص و اجرا شود. همچنین، ارزیابی خطرات مرتبط با کشاورزی مستلزم در نظر گرفتن اصول کشاورزی هوشمند اقلیمی است. از این طریق، کشاورزی هوشمند اقلیمی می‌تواند در زمینه تحقیق و توسعه برای معرفی و به‌کارگیری گونه‌های جدید گیاهی که با تغییرات اقلیمی سازگارتر باشند، نقش مؤثری ایفا کند و به کشاورزان کمک نماید تا به‌طور مؤثر با شرایط اقلیمی در حال تغییر مقابله کنند.
برای مقابله با چالش‌های آینده‌ای که محصولات کشاورزی و دام‌ها با آن مواجه خواهند شد، اقدامات متعددی وجود دارد که می‌توان در چارچوب کشاورزی هوشمند اقلیمی (CSA) به کار برد. به عنوان مثال، با توجه به افزایش دما و گرمازدگی که گیاهان و حیوانات را تحت تأثیر قرار می‌دهد، CSA می‌تواند شامل کاشت گونه‌های گیاهی مقاوم در برابر گرما باشد که قادرند در شرایط دمایی بالا به خوبی رشد کنند و محصول مناسبی ارائه دهند. علاوه بر این، استفاده از مالچ‌پاشی برای حفظ رطوبت خاک و کاهش دمای سطح خاک، ایجاد نوارهای درختی در اطراف زمین‌های کشاورزی برای ایجاد سایه و کاهش شدت باد، و همچنین طراحی مناسب جایگاه‌ها و تعیین رفاه جانوران از جمله روش‌هایی است که می‌تواند به کاهش تأثیرات منفی گرما و استرس‌های محیطی بر دام‌ها کمک کند. این اقدامات به گونه‌ای طراحی شده‌اند که هم سلامت و رفاه دام‌ها حفظ شود و هم عملکرد محصولات کشاورزی در شرایط اقلیمی نامساعد حفظ و ارتقاء یابد. به طور کلی، این تدابیر باعث افزایش تاب‌آوری سیستم‌های کشاورزی در برابر تغییرات اقلیمی و بهبود کارایی و پایداری تولیدات کشاورزی و دامی می‌شوند.

## تعریف
بانک جهانی کشاورزی هوشمند اقلیمی (CSA) را این‌گونه تعریف کرده است: «کشاورزی هوشمند اقلیمی مجموعه‌ای از روش‌ها و فناوری‌های کشاورزی است که به طور همزمان سه هدف اصلی را دنبال می‌کند؛ افزایش بهره‌وری، تقویت مقاومت و تاب‌آوری اقلیمیسیستم‌های کشاورزی در برابر تغییرات اقلیمی، و کاهش انتشار گاز گلخانه‌ای.» علاوه بر این، بانک جهانی کشاورزی هوشمند اقلیمی را به عنوان رویکردی یکپارچه و جامع در مدیریت کل چشم‌اندازهای کشاورزی تعریف می‌کند. این چشم‌اندازها شامل اراضی زراعی، دامداری، جنگل‌ها و منابع شیلاتی می‌شوند. این رویکرد یکپارچه به گونه‌ای طراحی شده است که به صورت همزمان به چالش‌های درهم‌تنیده امنیت غذایی و تغییرات اقلیمی پاسخ دهد و راهکارهایی ارائه کند که هر دو حوزه را پوشش دهند. به عبارت دیگر، کشاورزی هوشمند اقلیمی نه تنها به دنبال افزایش تولید مواد غذایی است، بلکه با حفظ منابع طبیعی و کاهش اثرات مخرب زیست‌محیطی، به حفظ تعادل اکوسیستم‌ها و پایداری کشاورزی در بلندمدت می‌پردازد. این تعریف نشان می‌دهد که CSA فراتر از یک مجموعه تکنیک‌های ساده است و به عنوان یک چارچوب کل‌نگر در نظر گرفته می‌شود که هم‌افزایی میان بخش‌های مختلف کشاورزی و محیط زیست را تقویت می‌کند تا با شرایط پیچیده ناشی از تغییرات اقلیمی مقابله شود و امنیت غذایی برای نسل‌های آینده تضمین گردد.